# Delphinium exaltatum
Delphinium exaltatum là một loài thực vật có hoa trong họ Mao lương. Loài này được Aiton mô tả khoa học đầu tiên năm 1789.